# Johann Baptist Emanuel Pohl
Johann Baptist Emanuel Pohl (Česká Kamenice, 1782 — Viena, 1834) foi um médico, geólogo, botânico e desenhista austríaco.
Foi conservador do Real e Imperial Gabinete de História Natural do Imperial Museu do Brasil, em Viena.
Integrou a Missão Austríaca ao Brasil entre 1817 e 1822, posterior ao casamento da arquiduquesa Maria Leopoldina de Áustria com o príncipe D. Pedro de Alcântara, futuro imperador D. Pedro I.
Veio como encarregado da parte de mineralogia, assumindo depois a de botânica. Desligou-se da expedição e empreendeu uma viagem de quatro anos pelo interior do Brasil, atravessando o Rio de Janeiro, Minas Gerais e Goiás. De sua viagem publicou «Viagem no Interior do Brasil. Empreendida nos Anos de 1817 a 1821 e Publicada por Ordem de Sua Majestade o Imperador da Áustria Francisco Primeiro» e uma obra botânica, «Planta rum Brasilia e ícones te desocriptinas hipotenusa nedita» («Ícones e descrições de plantas do Brasil até agora inéditos»).
Foi professor de botânica na Universidade de Praga.